# Rogers-Ramanujan-Identitäten
Die Rogers-Ramanujan-Identitäten sind ursprünglich zwei Identitäten zwischen unendlichen Reihen und Produkten, die zuerst Leonard James Rogers 1894 bewies. S. Ramanujan fand sie unabhängig vor 1913 (ohne Beweis). Ramanujan stieß danach durch Zufall auf den Aufsatz von Rogers, der bis dahin kaum beachtet worden war, und veröffentlichte mit Rogers 1919 einen neuen Beweis. Unabhängig fand Issai Schur 1917 die Identitäten und einen Beweis. Es gibt auch Verallgemeinerungen der Identitäten.

## Hauptteil
Die Identitäten lauten (mit {\displaystyle |q|<1}):
{\displaystyle G(q)=\sum _{n=0}^{\infty }{\frac {q^{n^{2}}}{(q;q)_{n}}}={\frac {1}{(q;q^{5})_{\infty }(q^{4};q^{5})_{\infty }}}=1+q+q^{2}+q^{3}+2q^{4}+2q^{5}+3q^{6}+\cdots \,}
und
{\displaystyle H(q)=\sum _{n=0}^{\infty }{\frac {q^{n(n+1)}}{(q;q)_{n}}}={\frac {1}{(q^{2};q^{5})_{\infty }(q^{3};q^{5})_{\infty }}}=1+q^{2}+q^{3}+q^{4}+q^{5}+2q^{6}+\cdots \,}
{\displaystyle G(q)} und {\displaystyle H(q)} definiert über den jeweils linken Teil der Identitäten (als unendliche Reihe) heißen Rogers-Ramanujan-Funktionen.
Dabei sind {\displaystyle (\cdot ;\cdot )_{n}} die q-Pochhammer-Symbole:
{\displaystyle (q;q)_{n}=\prod _{k=1}^{n}(1-q^{k})=(1-q)(1-q^{2})\cdots (1-q^{n})}
{\displaystyle (q;q^{5})_{\infty }=\prod _{k=0}^{\infty }(1-q^{5k+1})}
{\displaystyle (q^{4};q^{5})_{\infty }=\prod _{k=0}^{\infty }(1-q^{5k+4})}
{\displaystyle (q^{2};q^{5})_{\infty }=\prod _{k=0}^{\infty }(1-q^{5k+2})}
{\displaystyle (q^{3};q^{5})_{\infty }=\prod _{k=0}^{\infty }(1-q^{5k+3})}
So dass die Identitäten sich auch schreiben lassen:
{\displaystyle G(q)=\sum _{n=0}^{\infty }{\frac {q^{n^{2}}}{(1-q)(1-q^{2})\cdots (1-q^{n})}}={\frac {1}{\prod _{k=0}^{\infty }(1-q^{5k+1})(1-q^{5k+4})}}={\frac {1}{\prod _{k=1}^{\infty }(1-q^{5k-1})(1-q^{5k-4})}}}
und
{\displaystyle H(q)=\sum _{n=0}^{\infty }{\frac {q^{n(n+1)}}{(1-q)(1-q^{2})\cdots (1-q^{n})}}={\frac {1}{\prod _{k=0}^{\infty }(1-q^{5k+2})(1-q^{5k+3})}}={\frac {1}{\prod _{k=1}^{\infty }(1-q^{5k-2})(1-q^{5k-3})}}}
Es gibt auch verallgemeinerte Identitäten vom Rogers-Ramanujan-Typ, die insbesondere in Arbeiten von Wilfrid Norman Bailey, Freeman Dyson, Atle Selberg und Lucy Joan Slater aufgestellt wurden (Slater listet in ihrem Aufsatz von 1952 130 solche Identitäten). Weitere fand z. B. George E. Andrews (Andrews-Gordon-Identität, mit Basil Gordon), Heinz Göllnitz (Göllnitz-Gordon-Identitäten).
Ramanujan führte insgesamt 40 Identitäten mit den Funktionen {\displaystyle G(q),H(q)} auf (in seinen Notizbüchern).

## Anwendung auf Partitionen
Da die in der Identität vorkommenden Terme erzeugende Funktionen bestimmter Partitionen sind, machen die Identitäten Aussagen über Partitionen (Zerfällungen) natürlicher Zahlen. Die Zahlenfolgen, welche sich aus den Koeffizienten der Maclaurinschen Reihen von den Rogers-Ramanujan-Funktionen G und H ergeben, sind spezielle Partitionszahlenfolgen der Stufe 5:
{\displaystyle G(x)={\frac {1}{(x;x^{5})_{\infty }(x^{4};x^{5})_{\infty }}}=1+\sum _{n=1}^{\infty }P_{G}(n)x^{n}}
{\displaystyle H(x)={\frac {1}{(x^{2};x^{5})_{\infty }(x^{3};x^{5})_{\infty }}}=1+\sum _{n=1}^{\infty }P_{H}(n)x^{n}}
Die Zahlenfolge {\displaystyle P_{G}(n)} (OEIS-Code: A003114) stellt für die betroffene natürliche Zahl n die Anzahl der Möglichkeiten dar, diese Zahl in Summanden der Muster 4a + 1 oder 4a + 4 mit a ∈ ℕ₀ zu zerlegen. Somit gibt {\displaystyle P_{G}(n)} die Anzahl der Zerfällungen einer ganzen Zahl n, bei denen sich benachbarte Teile der Partition um mindestens 2 unterscheiden, gleich der Anzahl der Zerfällungen, bei denen jeder Teil gleich 1 oder 4 mod 5 ist.
Und die Zahlenfolge {\displaystyle P_{H}(n)} (OEIS-Code: A003106) stellt analog hierzu für die betroffene natürliche Zahl n die Anzahl der Möglichkeiten dar, diese Zahl in Summanden der Muster 4a + 2 oder 4a + 3 mit a ∈ ℕ₀ zu zerlegen. Somit gibt {\displaystyle P_{H}(n)} die Anzahl der Zerfällungen einer ganzen Zahl n, bei denen sich benachbarte Teile der Partition um mindestens 2 unterscheiden und bei der der kleinste Teil größer oder gleich 2 ist, ist gleich der Anzahl der Zerfällungen, deren Teile gleich 2 oder 3 mod 5 sind. Dies soll in den folgenden zwei Tabellen exemplarisch veranschaulicht werden:
| Natürliche Zahl n | {\displaystyle P_{G}(n)} | Summandarstellungen mit dem genannten Kriterium |
| ----------------- | ------------------------ | --- |
| 1                 | 1                        | 1 |
| 2                 | 1                        | 1+1 |
| 3                 | 1                        | 1+1+1 |
| 4                 | 2                        | 4, 1+1+1+1 |
| 5                 | 2                        | 4+1, 1+1+1+1+1 |
| 6                 | 3                        | 6, 4+1+1, 1+1+1+1+1+1 |
| 7                 | 3                        | 6+1, 4+1+1+1, 1+1+1+1+1+1+1 |
| 8                 | 4                        | 6+1+1, 4+4, 4+1+1+1+1, 1+1+1+1+1+1+1+1 |
| 9                 | 5                        | 9, 6+1+1+1, 4+4+1, 4+1+1+1+1+1, 1+1+1+1+1+1+1+1+1 |
| 10                | 6                        | 9+1, 6+4, 6+1+1+1+1, 4+4+1+1, 4+1+1+1+1+1+1, 1+1+1+1+1+1+1+1+1+1 |
| 11                | 7                        | 11, 9+1+1, 6+4+1, 6+1+1+1+1+1, 4+4+1+1+1, 4+1+1+1+1+1+1+1, 1+1+1+1+1+1+1+1+1+1+1 |
| 12                | 9                        | 11+1, 9+1+1+1, 6+6, 6+4+1+1, 6+1+1+1+1+1+1, 4+4+4, 4+4+1+1+1+1, 4+1+1+1+1+1+1+1+1, 1+1+1+1+1+1+1+1+1+1+1+1 |
| 13                | 10                       | 11+1+1, 9+4, 9+1+1+1+1, 6+6+1, 6+4+1+1+1, 6+1+1+1+1+1+1+1, 4+4+4+1, 4+4+1+1+1+1+1, 4+1+1+1+1+1+1+1+1+1, 1+1+1+1+1+1+1+1+1+1+1+1+1 |
| 14                | 12                       | 14, 11+1+1+1, 9+4+1, 9+1+1+1+1+1, 6+6+1+1, 6+4+4, 6+4+1+1+1+1, 6+1+1+1+1+1+1+1+1, 4+4+4+1+1, 4+4+1+1+1+1+1+1, 4+1+1+1+1+1+1+1+1+1+1, 1+1+1+1+1+1+1+1+1+1+1+1+1+1                                                                                    |
| 15                | 14                       | 14+1, 11+4, 11+1+1+1+1, 9+6, 9+4+1+1, 9+1+1+1+1+1+1, 6+6+1+1+1, 6+4+4+1, 6+4+1+1+1+1+1, 6+1+1+1+1+1+1+1+1+1, 4+4+4+1+1+1, 4+4+1+1+1+1+1+1+1, 4+1+1+1+1+1+1+1+1+1+1+1, 1+1+1+1+1+1+1+1+1+1+1+1+1+1+1                                                 |
| 16                | 17                       | 16, 14+1+1, 11+4+1, 11+1+1+1+1+1, 9+6+1, 9+4+1+1+1, 9+1+1+1+1+1+1+1, 6+6+4, 6+6+1+1+1+1, 6+4+4+1+1, 6+4+1+1+1+1+1+1, 6+1+1+1+1+1+1+1+1+1+1, 4+4+4+4, 4+4+4+1+1+1+1, 4+4+1+1+1+1+1+1+1+1, 4+1+1+1+1+1+1+1+1+1+1+1+1, 1+1+1+1+1+1+1+1+1+1+1+1+1+1+1+1 |

| Natürliche Zahl n | {\displaystyle P_{H}(n)} | Summandarstellungen mit dem genannten Kriterium |
| ----------------- | ------------------------ | ----------------------------------------------- |
| 1                 | 0                        | keine                                           |
| 2                 | 1                        | 2                                               |
| 3                 | 1                        | 3                                               |
| 4                 | 1                        | 2+2                                             |
| 5                 | 1                        | 3+2                                             |
| 6                 | 2                        | 3+3, 2+2+2                                      |
| 7                 | 2                        | 7, 3+2+2                                        |
| 8                 | 3                        | 8, 3+3+2, 2+2+2+2                               |
| 9                 | 3                        | 7+2, 3+3+3, 3+2+2+2                             |
| 10                | 4                        | 8+2, 7+3, 3+3+2+2, 2+2+2+2+2                    |

## Kunde über die Kettenbrüche

### Modulär abgewandelte Funktionen von G und H
Setzt man {\displaystyle q=e^{2\pi i\tau }} (wobei der Imaginärteil von {\displaystyle \tau \in \mathbb {C} } positiv ist), sind
{\displaystyle G_{M}(q)=q^{\frac {-1}{60}}G(q)}
und
{\displaystyle H_{M}(q)=q^{\frac {11}{60}}H(q)}
Modulfunktionen!
Diese Funktionen haben für den Kehrwert der Gelfondschen Konstante  und für das Quadrat von diesem Kehrwert gelten folgende Werte:
{\displaystyle G_{M}{\bigl [}\exp(-\pi ){\bigr ]}=2^{-1/2}5^{-1/4}({\sqrt {5}}-1)^{1/4}({\sqrt[{4}]{5}}+1)^{1/2}R{\bigl [}\exp(-\pi ){\bigr ]}^{-1/2}}
{\displaystyle H_{M}{\bigl [}\exp(-\pi ){\bigr ]}=2^{-1/2}5^{-1/4}({\sqrt {5}}-1)^{1/4}({\sqrt[{4}]{5}}+1)^{1/2}R{\bigl [}\exp(-\pi ){\bigr ]}^{1/2}}
{\displaystyle G_{M}{\bigl [}\exp(-2\pi ){\bigr ]}=10^{-1/4}({\sqrt {5}}-1)^{1/4}R{\bigl [}\exp(-2\pi ){\bigr ]}^{-1/2}}
{\displaystyle H_{M}{\bigl [}\exp(-2\pi ){\bigr ]}=10^{-1/4}({\sqrt {5}}-1)^{1/4}R{\bigl [}\exp(-2\pi ){\bigr ]}^{1/2}}
Der Rogers-Ramanujan-Kettenbruch nimmt für diese Abszissenwerte folgende Ordinatenwerte an:
| {\displaystyle {\begin{aligned}R[\exp(-\pi )]{}&={\tfrac {1}{4}}({\sqrt {5}}+1)({\sqrt {5}}-{\sqrt {{\sqrt {5}}+2}})({\sqrt {{\sqrt {5}}+2}}+{\sqrt[{4}]{5}})=\\[4pt]&{}=\tan {\bigl [}{\tfrac {1}{4}}\arctan(2)+{\tfrac {1}{2}}\arcsin(\Phi ^{-2}){\bigr ]}=\\[4pt]&{}=\Phi ^{3/2}\operatorname {cl} ({\tfrac {1}{5}}\varpi )^{-3/2}\operatorname {cl} ({\tfrac {2}{5}}\varpi )^{3/2}\operatorname {cl} ({\tfrac {1}{10}}\varpi )^{2}\operatorname {cl} ({\tfrac {3}{10}}\varpi )\operatorname {slh} ({\tfrac {2}{5}}{\sqrt {2}}\,\varpi )\\[4pt]\end{aligned}}} |
| {\displaystyle {\begin{aligned}R[\exp(-2\pi )]{}&=4\sin({\tfrac {1}{20}}\pi )\sin({\tfrac {3}{20}}\pi )=\\[4pt]&{}=\tan {\bigl [}{\tfrac {1}{4}}\arctan(2){\bigr ]}\end{aligned}}} |
Mit der Dedekindschen Etafunktion können die modulierten Funktionen {\displaystyle G_{M}} und {\displaystyle H_{M}} direkt über den Kettenbruch R dargestellt werden:
{\displaystyle G_{M}(q)=\eta _{W}(q^{5})^{1/2}\eta _{W}(q)^{-1/2}R(q)^{-1/2}}
{\displaystyle H_{M}(q)=\eta _{W}(q^{5})^{1/2}\eta _{W}(q)^{-1/2}R(q)^{1/2}}
Für die Dedekindsche Etafunktion nach Weberscher Definition gelten diese Formeln:
{\displaystyle \eta _{W}(x)=2^{-1/6}\vartheta _{10}(x)^{1/6}\vartheta _{00}(x)^{1/6}\vartheta _{01}(x)^{2/3}}
{\displaystyle \eta _{W}(x)=2^{-1/3}\vartheta _{10}(x^{1/2})^{1/3}\vartheta _{00}(x^{1/2})^{1/3}\vartheta _{01}(x^{1/2})^{1/3}}
{\displaystyle \eta _{W}(x)=x^{1/24}\prod _{n=1}^{\infty }(1-x^{n})=x^{1/24}(x;x)_{\infty }}
{\displaystyle \eta _{W}(x)=x^{1/24}{\biggl \{}1+\sum _{n=1}^{\infty }{\bigl [}-x^{{\text{Fn}}(2n-1)}-x^{{\text{Kr}}(2n-1)}+x^{{\text{Fn}}(2n)}+x^{{\text{Kr}}(2n)}{\bigr ]}{\biggr \}}}
Bei der zweiten dieser beiden Formeln wird der Pentagonalzahlensatz beschrieben.
Hierbei gelten für die Fünfeckszahlen und die Kartenhauszahlen diese grundlegenden Definitionen:
{\displaystyle {\text{Fn}}(z)={\tfrac {1}{2}}z(3z-1)}
{\displaystyle {\text{Kr}}(z)={\tfrac {1}{2}}z(3z+1)}
Mit den Pochhammer-Produkten alleine gelten dann für die nicht modulierten Funktionen G und H dann die folgende Identität:
{\displaystyle G(q)=(q;q^{5})_{\infty }^{-1}(q^{4};q^{5})_{\infty }^{-1}=(q^{5};q^{5})_{\infty }^{1/2}(q;q)_{\infty }^{-1/2}{\biggl [}{\frac {H(q)}{G(q)}}{\biggr ]}^{-1/2}}
{\displaystyle H(q)=(q^{2};q^{5})_{\infty }^{-1}(q^{3};q^{5})_{\infty }^{-1}=(q^{5};q^{5})_{\infty }^{1/2}(q;q)_{\infty }^{-1/2}{\biggl [}{\frac {H(q)}{G(q)}}{\biggr ]}^{1/2}}
Die Richtigkeit des Produkts der beiden nun genannten Formeln kann direkt anhand der Pochhammerschen Produktreihen erkannt werden. Man kann für die modulierten Funktionen {\displaystyle G_{M}} und {\displaystyle H_{M}} folgende Weitere Vereinfachung unternehmen. Speziell für die Dedekindsche Etafunktion aus der fünften Potenz des elliptischen Nomens gilt dieser Zusammenhang:
{\displaystyle {\frac {\eta _{W}(q^{5})}{\eta _{W}(q)}}={\frac {\eta _{W}(q^{2})^{4}}{\eta _{W}(q)^{4}}}\,{\frac {\vartheta _{01}(q^{5})}{\vartheta _{01}(q)}}{\biggl [}{\frac {5\,\vartheta _{01}(q^{5})^{2}}{4\,\vartheta _{01}(q)^{2}}}-{\frac {1}{4}}{\biggr ]}^{-1}}
Gegeben waren für die modulierten Funktionen {\displaystyle G_{M}} und {\displaystyle H_{M}} diese beiden Identitäten bezüglich des Rogers-Ramanujan-Kettenbruches:
{\displaystyle G_{M}(q)=\eta _{W}(q^{5})^{1/2}\eta _{W}(q)^{-1/2}R(q)^{-1/2}}
{\displaystyle H_{M}(q)=\eta _{W}(q^{5})^{1/2}\eta _{W}(q)^{-1/2}R(q)^{1/2}}
Die Kombination der drei zuletzt genannten Formeln ergibt folgendes Formelpaar:
| {\displaystyle G_{M}(q)={\frac {\eta _{W}(q^{2})^{2}}{\eta _{W}(q)^{2}}}{\biggl [}{\frac {\vartheta _{01}(q^{5})}{\vartheta _{01}(q)}}{\biggr ]}^{1/2}{\biggl [}{\frac {5\,\vartheta _{01}(q^{5})^{2}}{4\,\vartheta _{01}(q)^{2}}}-{\frac {1}{4}}{\biggr ]}^{-1/2}R(q)^{-1/2}} |
| {\displaystyle H_{M}(q)={\frac {\eta _{W}(q^{2})^{2}}{\eta _{W}(q)^{2}}}{\biggl [}{\frac {\vartheta _{01}(q^{5})}{\vartheta _{01}(q)}}{\biggr ]}^{1/2}{\biggl [}{\frac {5\,\vartheta _{01}(q^{5})^{2}}{4\,\vartheta _{01}(q)^{2}}}-{\frac {1}{4}}{\biggr ]}^{-1/2}R(q)^{1/2}}  |

### Rogers-Ramanujan-Kettenbrüche
Folgender Kettenbruch {\displaystyle R(q)} heißt Rogers-Ramanujan-Kettenbruch, Kettenbruch {\displaystyle S(q)} heißt alternierender Rogers-Ramanujan-Kettenbruch!
| Standardisierter Kettenbruch                                                                            | Alternierender Kettenbruch                                                                              |
| --- | --- |
| {\displaystyle R(q)=q^{1/5}\left[1+{\frac {q}{1+{\frac {q^{2}}{1+{\frac {q^{3}}{1+\cdots }}}}}}\right]} | {\displaystyle S(q)=q^{1/5}\left[1-{\frac {q}{1+{\frac {q^{2}}{1-{\frac {q^{3}}{1+\cdots }}}}}}\right]} |
Durch den Faktor {\displaystyle q^{\frac {1}{5}}} entsteht so ein Quotient von Modulfunktionen:
Es gilt diese Definition für den genannten Kettenbruch:
{\displaystyle R(q)={\frac {H_{M}(q)}{G_{M}(q)}}}
{\displaystyle R(q)=q^{1/5}{\frac {(q;q^{5})_{\infty }(q^{4};q^{5})_{\infty }}{(q^{2};q^{5})_{\infty }(q^{3};q^{5})_{\infty }}}}
{\displaystyle R(q)=q^{1/5}\prod _{k=0}^{\infty }{\frac {(1-q^{5k+1})(1-q^{5k+4})}{(1-q^{5k+2})(1-q^{5k+3})}}=q^{1/5}{\frac {H(q)}{G(q)}}}
oder mit der Ramanujanschen Thetafunktion
{\displaystyle f(a,b)=\sum _{k=-\infty }^{\infty }a^{\frac {k(k+1)}{2}}b^{\frac {k(k-1)}{2}}}
ist
{\displaystyle R(q)=q^{1/5}{\frac {f(-q,-q^{4})}{f(-q^{2},-q^{3})}}}.
Der Zusammenhang des Kettenbruchs mit den Rogers-Ramanujan-Funktionen fand schon Rogers 1894 (und später unabhängig Ramanujan).
Der Kettenbruch lässt sich auch durch die Dedekindsche η-Funktion ausdrücken:
{\displaystyle R(q)=\tan {\biggl \{}{\frac {1}{2}}\operatorname {arccot} {\biggl [}{\frac {\eta _{W}(q^{1/5})}{2\eta _{W}(q^{5})}}+{\frac {1}{2}}{\biggr ]}{\biggr \}}}
Der alternierende Kettenbruch {\displaystyle S(q)} hat folgende Identitäten zu den restlichen Rogers-Ramanujan-Funktionen und zur oben beschriebenen Ramanujan-Thetafunktion:
{\displaystyle S(q)=q^{1/5}{\frac {H(-q)}{G(-q)}}}
{\displaystyle S(q)=q^{1/5}{\frac {f(q,-q^{4})}{f(-q^{2},q^{3})}}}
{\displaystyle S(q)={\frac {R(q^{4})}{R(q)R(q^{2})}}}
{\displaystyle S(q)=q^{1/5}{\frac {G(q)G(q^{2})H(q^{4})}{H(q)H(q^{2})G(q^{4})}}}

### Identitäten mit Jacobischen Thetafunktionen
Folgende Definitionen sind für die Jacobischen Theta-Nullwertfunktionen gültig:
{\displaystyle \vartheta _{00}(x)=1+2\sum _{n=1}^{\infty }x^{\Box (n)}}
{\displaystyle \vartheta _{01}(x)=1-2\sum _{n=1}^{\infty }(-1)^{n+1}x^{\Box (n)}}
{\displaystyle \vartheta _{10}(x)=2x^{1/4}+2x^{1/4}\sum _{n=1}^{\infty }x^{2\bigtriangleup (n)}}
Und folgende Produktdefinitionen sind zu den genannten Summendefinitionen identisch:
{\displaystyle \vartheta _{00}(x)=\prod _{n=1}^{\infty }(1-x^{2n})(1+x^{2n-1})^{2}}
{\displaystyle \vartheta _{01}(x)=\prod _{n=1}^{\infty }(1-x^{2n})(1-x^{2n-1})^{2}}
{\displaystyle \vartheta _{10}(x)=2x^{1/4}\prod _{n=1}^{\infty }(1-x^{2n})(1+x^{2n})^{2}}
Diese drei sogenannten Theta-Nullwert-Funktionen werden mit der Jacobischen Identität zueinander verknüpft:
{\displaystyle \vartheta _{10}(x)={\sqrt[{4}]{\vartheta _{00}(x)^{4}-\vartheta _{01}(x)^{4}}}}
Die Mathematiker Edmund Taylor Whittaker und George Neville Watson entdeckten diese Definitionsidentitäten.
Die Rogers-Ramanujan-Kettenbruchfunktionen {\displaystyle R(x)} und {\displaystyle S(x)} stehen zu den Theta-Nullwertfunktionen in diesen Beziehungen:
{\displaystyle R(x)=\tan {\biggl \langle }{\frac {1}{2}}\operatorname {arccot} {\biggl \{}{\frac {\vartheta _{01}(x^{1/5})[5\,\vartheta _{01}(x^{5})^{2}-\vartheta _{01}(x)^{2}]}{2\,\vartheta _{01}(x^{5})[\vartheta _{01}(x)^{2}-\vartheta _{01}(x^{1/5})^{2}]}}+{\frac {1}{2}}{\biggr \}}{\biggr \rangle }}
{\displaystyle S(x)=\tan {\biggl \langle }{\frac {1}{2}}\operatorname {arccot} {\biggl \{}{\frac {\vartheta _{00}(x^{1/5})[5\,\vartheta _{00}(x^{5})^{2}-\vartheta _{00}(x)^{2}]}{2\,\vartheta _{00}(x^{5})[\vartheta _{00}(x^{1/5})^{2}-\vartheta _{00}(x)^{2}]}}-{\frac {1}{2}}{\biggr \}}{\biggr \rangle }}
Das Element der fünften Wurzel kann auch vom Nomen der Thetafunktionen entfernt werden und auf die äußere Tangensfunktion übertragen werden. So kann eine Formel gebildet werden, welche nur mit einer von den drei Hauptthetafunktionen auskommt:
{\displaystyle R(x)=\tan {\biggl \{}{\frac {1}{2}}\arctan {\biggl [}{\frac {1}{2}}-{\frac {\vartheta _{01}(x)^{2}}{2\vartheta _{01}(x^{5})^{2}}}{\biggr ]}{\biggr \}}^{1/5}\tan {\biggl \{}{\frac {1}{2}}\operatorname {arccot} {\biggl [}{\frac {1}{2}}-{\frac {\vartheta _{01}(x)^{2}}{2\vartheta _{01}(x^{5})^{2}}}{\biggr ]}{\biggr \}}^{2/5}}
{\displaystyle S(x)=\tan {\biggl \{}{\frac {1}{2}}\arctan {\biggl [}{\frac {\vartheta _{00}(x)^{2}}{2\vartheta _{00}(x^{5})^{2}}}-{\frac {1}{2}}{\biggr ]}{\biggr \}}^{1/5}\cot {\biggl \{}{\frac {1}{2}}\operatorname {arccot} {\biggl [}{\frac {\vartheta _{00}(x)^{2}}{2\vartheta _{00}(x^{5})^{2}}}-{\frac {1}{2}}{\biggr ]}{\biggr \}}^{2/5}}

### Anwendung bei quintischen Gleichungen
Der allgemeine Fall der quintischen Gleichungen in der Bring-Jerrard-Form hat eine nicht elementare Lösung basierend auf dem Satz von Abel-Ruffini und soll nun unter Verwendung des Elliptischen Nomens, der Jacobischen Thetafunktion, den beiden Rogers-Ramanujan-Kettenbruchfunktionen R und S und auch den Identitäten der Hyperbolischen Lemniskatischen Funktionen behandelt werden:
{\displaystyle x^{5}+5\,x=4\,c}
Die reelle Lösung für alle reellen Werte {\displaystyle c\in \mathbb {R} } lässt sich folgendermaßen ermitteln:
{\displaystyle {\begin{aligned}x={}&{\frac {S{\bigl \langle }q\{\operatorname {ctlh} [{\tfrac {1}{2}}\operatorname {aclh} (c)]^{2}\}{\bigr \rangle }^{2}-R{\bigl \langle }q\{\operatorname {ctlh} [{\tfrac {1}{2}}\operatorname {aclh} (c)]^{2}\}^{2}{\bigr \rangle }}{S{\bigl \langle }q\{\operatorname {ctlh} [{\tfrac {1}{2}}\operatorname {aclh} (c)]^{2}\}{\bigr \rangle }^{2}}}\times \\[4pt]&{}\times {\frac {1-R{\bigl \langle }q\{\operatorname {ctlh} [{\tfrac {1}{2}}\operatorname {aclh} (c)]^{2}\}^{2}{\bigr \rangle }\,S{\bigl \langle }q\{\operatorname {ctlh} [{\tfrac {1}{2}}\operatorname {aclh} (c)]^{2}\}{\bigr \rangle }}{R{\bigl \langle }q\{\operatorname {ctlh} [{\tfrac {1}{2}}\operatorname {aclh} (c)]^{2}\}^{2}{\bigr \rangle }^{2}}}\times \\[4pt]&{}\times {\frac {\vartheta _{00}{\bigl \langle }q\{\operatorname {ctlh} [{\tfrac {1}{2}}\operatorname {aclh} (c)]^{2}\}^{5}{\bigr \rangle }\,\vartheta _{00}{\bigl \langle }q\{\operatorname {ctlh} [{\tfrac {1}{2}}\operatorname {aclh} (c)]^{2}\}^{1/5}{\bigr \rangle }^{2}-5\,\vartheta _{00}{\bigl \langle }q\{\operatorname {ctlh} [{\tfrac {1}{2}}\operatorname {aclh} (c)]^{2}\}^{5}{\bigr \rangle }^{3}}{4\,\vartheta _{10}{\bigl \langle }q\{\operatorname {ctlh} [{\tfrac {1}{2}}\operatorname {aclh} (c)]^{2}\}{\bigr \rangle }\,\vartheta _{01}{\bigl \langle }q\{\operatorname {ctlh} [{\tfrac {1}{2}}\operatorname {aclh} (c)]^{2}\}{\bigr \rangle }\,\vartheta _{00}{\bigl \langle }q\{\operatorname {ctlh} [{\tfrac {1}{2}}\operatorname {aclh} (c)]^{2}\}{\bigr \rangle }}}\end{aligned}}}
Alternativ hierzu kann dieselbe Lösung auch so dargestellt werden:
{\displaystyle {\begin{aligned}x={}&{\frac {5\,\vartheta _{00}(Q^{5})^{3}-\vartheta _{00}(Q^{5})\,\vartheta _{00}(Q)^{2}}{4\,\vartheta _{10}(Q)\,\vartheta _{01}(Q)\,\vartheta _{00}(Q)}}\times {\frac {S(Q)^{2}+R(Q^{2})}{S(Q)}}\times {\bigl [}R(Q^{2})S(Q)+R(Q^{2})+S(Q)-1{\bigr ]}\\[4pt]&\mathrm {mit} \,\,Q=q\{\operatorname {ctlh} [{\tfrac {1}{2}}\operatorname {aclh} (c)]^{2}\}\end{aligned}}}
Der Mathematiker Charles Hermite ermittelte den Wert des elliptischen Moduls k im Verhältnis zum Koeffizienten des Absolutterms der Bring-Jerrard-Form. In seinem Aufsatz „Sur la résolution de l'Équation du cinquiéme degré Comptes rendus“ beschrieb er die Berechnungsmethode für den elliptischen Modul in Bezug auf den absoluten Term. Die italienische Version seines Aufsatzes „Sulla risoluzione delle equazioni del quinto grado“ enthält genau auf Seite 258 die obere Bring-Jerrard-Gleichungsformel, die direkt nach dem elliptischen Modul gelöst werden kann:
{\displaystyle k={\bigl (}2c^{2}+2+2{\sqrt {c^{4}+1}}{\bigr )}^{-1/2}{\bigl (}{\sqrt {{\sqrt {c^{4}+1}}+1}}+c{\bigr )}=\operatorname {ctlh} [{\tfrac {1}{2}}\operatorname {aclh} (c)]^{2}}
Mit dem Kürzel ctlh wird die Hyperbolisch lemniskatische Funktion Cotangens Lemniscatus Hyperbolicus ausgedrückt und das Kürzel aclh stellt den Areacosinus Lemniscatus Hyperbolicus dar.
Zwei Beispiele für diesen Lösungsalgorithmus seien nun erwähnt:
Erstes Rechenbeispiel:
| Quintische Bring-Jerrard-Gleichung: {\displaystyle x^{5}+5\,x=8} Lösungsformel: {\displaystyle {\begin{aligned}x={}&{\frac {S{\bigl \langle }q\{\operatorname {ctlh} [{\tfrac {1}{2}}\operatorname {aclh} (2)]^{2}\}{\bigr \rangle }^{2}-R{\bigl \langle }q\{\operatorname {ctlh} [{\tfrac {1}{2}}\operatorname {aclh} (2)]^{2}\}^{2}{\bigr \rangle }}{S{\bigl \langle }q\{\operatorname {ctlh} [{\tfrac {1}{2}}\operatorname {aclh} (2)]^{2}\}{\bigr \rangle }^{2}}}\times \\[4pt]&{}\times {\frac {1-R{\bigl \langle }q\{\operatorname {ctlh} [{\tfrac {1}{2}}\operatorname {aclh} (2)]^{2}\}^{2}{\bigr \rangle }\,S{\bigl \langle }q\{\operatorname {ctlh} [{\tfrac {1}{2}}\operatorname {aclh} (2)]^{2}\}{\bigr \rangle }}{R{\bigl \langle }q\{\operatorname {ctlh} [{\tfrac {1}{2}}\operatorname {aclh} (2)]^{2}\}^{2}{\bigr \rangle }^{2}}}\times \\[4pt]&{}\times {\frac {\vartheta _{00}{\bigl \langle }q\{\operatorname {ctlh} [{\tfrac {1}{2}}\operatorname {aclh} (2)]^{2}\}^{5}{\bigr \rangle }\,\vartheta _{00}{\bigl \langle }q\{\operatorname {ctlh} [{\tfrac {1}{2}}\operatorname {aclh} (2)]^{2}\}^{1/5}{\bigr \rangle }^{2}-5\,\vartheta _{00}{\bigl \langle }q\{\operatorname {ctlh} [{\tfrac {1}{2}}\operatorname {aclh} (2)]^{2}\}^{5}{\bigr \rangle }^{3}}{4\,\vartheta _{10}{\bigl \langle }q\{\operatorname {ctlh} [{\tfrac {1}{2}}\operatorname {aclh} (2)]^{2}\}{\bigr \rangle }\,\vartheta _{01}{\bigl \langle }q\{\operatorname {ctlh} [{\tfrac {1}{2}}\operatorname {aclh} (2)]^{2}\}{\bigr \rangle }\,\vartheta _{00}{\bigl \langle }q\{\operatorname {ctlh} [{\tfrac {1}{2}}\operatorname {aclh} (2)]^{2}\}{\bigr \rangle }}}\end{aligned}}} Nachkommastellen des Nomens: {\displaystyle q\{\operatorname {ctlh} [{\tfrac {1}{2}}\operatorname {aclh} (2)]^{2}\}=q{\bigl [}{\bigl (}{\sqrt {{\sqrt {17}}+1}}+2{\bigr )}{\bigl (}10+2{\sqrt {17}}{\bigr )}^{-1/2}{\bigr ]}=} {\displaystyle =0{,}3063466544466074265361088194021326272090461143559097382981847144\ldots } Nachkommastellen der Lösung: {\displaystyle x=1{,}1670361837016430473110194319963961012975521104880199105205748723\ldots } |
Zweites Rechenbeispiel:
| Quintische Bring-Jerrard-Gleichung: {\displaystyle x^{5}+5\,x=12} Solution: {\displaystyle {\begin{aligned}x={}&{\frac {S{\bigl \langle }q\{\operatorname {ctlh} [{\tfrac {1}{2}}\operatorname {aclh} (3)]^{2}\}{\bigr \rangle }^{2}-R{\bigl \langle }q\{\operatorname {ctlh} [{\tfrac {1}{2}}\operatorname {aclh} (3)]^{2}\}^{2}{\bigr \rangle }}{S{\bigl \langle }q\{\operatorname {ctlh} [{\tfrac {1}{2}}\operatorname {aclh} (3)]^{2}\}{\bigr \rangle }^{2}}}\times \\[4pt]&{}\times {\frac {1-R{\bigl \langle }q\{\operatorname {ctlh} [{\tfrac {1}{2}}\operatorname {aclh} (3)]^{2}\}^{2}{\bigr \rangle }\,S{\bigl \langle }q\{\operatorname {ctlh} [{\tfrac {1}{2}}\operatorname {aclh} (3)]^{2}\}{\bigr \rangle }}{R{\bigl \langle }q\{\operatorname {ctlh} [{\tfrac {1}{2}}\operatorname {aclh} (3)]^{2}\}^{2}{\bigr \rangle }^{2}}}\times \\[4pt]&{}\times {\frac {\vartheta _{00}{\bigl \langle }q\{\operatorname {ctlh} [{\tfrac {1}{2}}\operatorname {aclh} (3)]^{2}\}^{5}{\bigr \rangle }\,\vartheta _{00}{\bigl \langle }q\{\operatorname {ctlh} [{\tfrac {1}{2}}\operatorname {aclh} (3)]^{2}\}^{1/5}{\bigr \rangle }^{2}-5\,\vartheta _{00}{\bigl \langle }q\{\operatorname {ctlh} [{\tfrac {1}{2}}\operatorname {aclh} (3)]^{2}\}^{5}{\bigr \rangle }^{3}}{4\,\vartheta _{10}{\bigl \langle }q\{\operatorname {ctlh} [{\tfrac {1}{2}}\operatorname {aclh} (3)]^{2}\}{\bigr \rangle }\,\vartheta _{01}{\bigl \langle }q\{\operatorname {ctlh} [{\tfrac {1}{2}}\operatorname {aclh} (3)]^{2}\}{\bigr \rangle }\,\vartheta _{00}{\bigl \langle }q\{\operatorname {ctlh} [{\tfrac {1}{2}}\operatorname {aclh} (3)]^{2}\}{\bigr \rangle }}}\end{aligned}}} Nachkommastellen des Nomens: {\displaystyle q\{\operatorname {ctlh} [{\tfrac {1}{2}}\operatorname {aclh} (3)]^{2}\}=q{\bigl [}{\bigl (}{\sqrt {{\sqrt {82}}+1}}+3{\bigr )}{\bigl (}20+2{\sqrt {82}}{\bigr )}^{-1/2}{\bigr ]}=} {\displaystyle =0{,}3706649511520240756244325221775686571518680899597473957509743879\ldots } Nachkommastellen der Lösung: {\displaystyle x=1{,}3840917958231463592477551262671354748859350601806764501691889116\ldots } |

## Anwendung in der statistischen Mechanik
Die Identitäten haben Anwendung in der statistischen Mechanik bei der Lösung des Hard Hexagon Modells durch Rodney Baxter 1980. Das Hard Hexagon Modell ist ein Gas von Teilchen auf einem Dreiecksgitter, so dass keine zwei Teilchen auf dem Gitter benachbart sein dürfen. Sie finden auch in weiteren exakt lösbaren Modellen der statistischen Mechanik Anwendung.